# Nikolaï Ontchoukov
Nikolaï Evguenievitch Ontchoukov (en russe : Николай Евгеньевич Ончуков), né le 3 mars 1872 à Sarapoul, mort le 11 mars 1942 dans l'oblast de Penza, est  un folkloriste, ethnographe, journaliste et éditeur russe, membre de la Société impériale russe de géographie.

## Biographie
Nikolaï Ontchoukov naît dans une famille de commerçants de Sarapoul, aujourd'hui en Oudmourtie.
En 1893, il est diplômé de l'Ecole des assistants chirurgiens de Kazan, et en 1903 de l'Institut archéologique de Saint-Petersbourg. En 1894, il est employé comme infirmier à l'hôpital de la prison de transit de Perm, mais, ayant aidé à la circulation de lettres de prisonniers politiques, de livres et autres, il est démis de ses fonctions et placé sous la surveillance de la gendarmerie. 
Dès l'été 1890, il avait organisé sa première expédition dans le district de Tcherdynsky (kraï de Perm). À partir de 1900, il prend part en Russie septentrionale à de nombreuses expéditions d'études ethno-folkloristiques, dont les résultats ont été largement repris dans la littérature spécialisée. Il est l'un des premiers à étudier la tradition épique sur le cours inférieur de la Petchora. 
De 1897 à 1936, il collabore en tant que journaliste à des périodiques russes et soviétiques : Сын Отечества (« Fils de la patrie »), Новое время (« L'ère nouvelle »), Живая старина (« Le Temps jadis vivant »), Краеведение (« Ethnographie régionale ») entre autres. Il réside de 1908 à 1918 à Sarapoul, ville dont il a été l'un des fondateurs du musée municipal ; entre 1909 et 1917, il est éditeur et rédacteur en chef du journal libéral-démocrate de Sarapoul Прикамская жизнь (« La Vie du Kraï de Perm »). 
De 1921 à 1924, il est professeur  de Langue et Littérature russes à la faculté Gorki de Perm.
En 1923 il effectue une nouvelle expédition à Tcherdynsky, dans le kraï de Perm; il publiera un essai (1928) sur les jeux de Maslenitsa (Mardi gras) dans cette région. Dans les années 1924-1930, il enseigne la folkloristique à l'Université de Leningrad. Il participe aussi à la rédaction du Dictionnaire de la langue russe. En 1928, il participe à un voyage d'études en Ukraine.
En 1929, âgé de 57 ans, il se remarie avec Anna Alexandrovna Boulavkina (1882-1947), une scientifique botaniste de dix ans sa cadette, qui travaillait également pour l'Université de Leningrad. Ils n'auront pas d'enfants ensemble. En 1930, ayant contracté la fièvre typhoïde, il se fait soigner en Crimée, assisté par sa femme.

### Répression
Ontchoukov est arrêté une première fois à Leningrad le 1er septembre 1930, et condamné le 20 mai 1931 à l'exil dans le Nord de la Russie, en vertu de l'article 58-11 du Code pénal de 1926 de  la RSFSR. Il reste en exil jusqu'au 26 juillet 1932 dans les villes de Kotlas et Nikol'sk. Le 23 mars 1935, considéré comme « élément socialement dangereux », il est privé du droit de résidence dans les 15 plus grandes villes du pays, et expulsé de Leningrad vers Penza. 
Il est arrêté une deuxième fois à Penza le 5 octobre 1939, comme membre d'un « groupe contre-révolutionnaire d'ecclésiastiques » et condamné à dix ans de prison. Il purge sa peine au pénitencier n° 1 du NKVD, dans le village d'Akhouny, et meurt en détention.

## Réhabilitation
Les condamnations arbitraires de 1931 et 1935 concernant Ontchoukov ont été abolies en 1989, conformément à l'article I du décret du Présidium du Conseil suprême de l'URSS en faveur des victimes de la répression des années 1930-40 et du début des années 1950. Le verdict initial du Tribunal régional de Penza a été annulé en raison du manque de preuves, et Ontchoukov réhabilité à titre posthume.

## Publications
(liste non exhaustive)
- Travaux ayant valu valu chacun à leur auteur une médaille de la part de l'IRGO (ИРГО), la Société impériale russe de Géographie :
  - По Чердынскому уезду (À travers le district de Tcherdyn, 1901) ; petite médaille d'argent
  - Печорские былины (Bylines de la Petchora, 1904) ; petite médaille d'or
  - Северные сказки (Contes du Nord, 1908) ; grande médaille d'or. Ce recueil est organisé par conteur, et est selon Vladimir Propp (Le Conte russe), « le premier [du genre] à posséder un appareil critique et scientifique sérieux ».
- Северные народные драмы (Drames populaires du Nord, 1911)

Les recueils de contes d'Ontchoukov sont mentionnés, parmi d'autres, dans Les Racines historiques du conte merveilleux de Vladimir Propp. Le recueil intitulé Contes du nord, qui présente un aspect social marqué, a attiré l'attention de Lénine.